# Liv Racing/2021
Deze pagina geeft een overzicht van de vrouwenwielerploeg Liv Racing in 2021.

## Algemeen

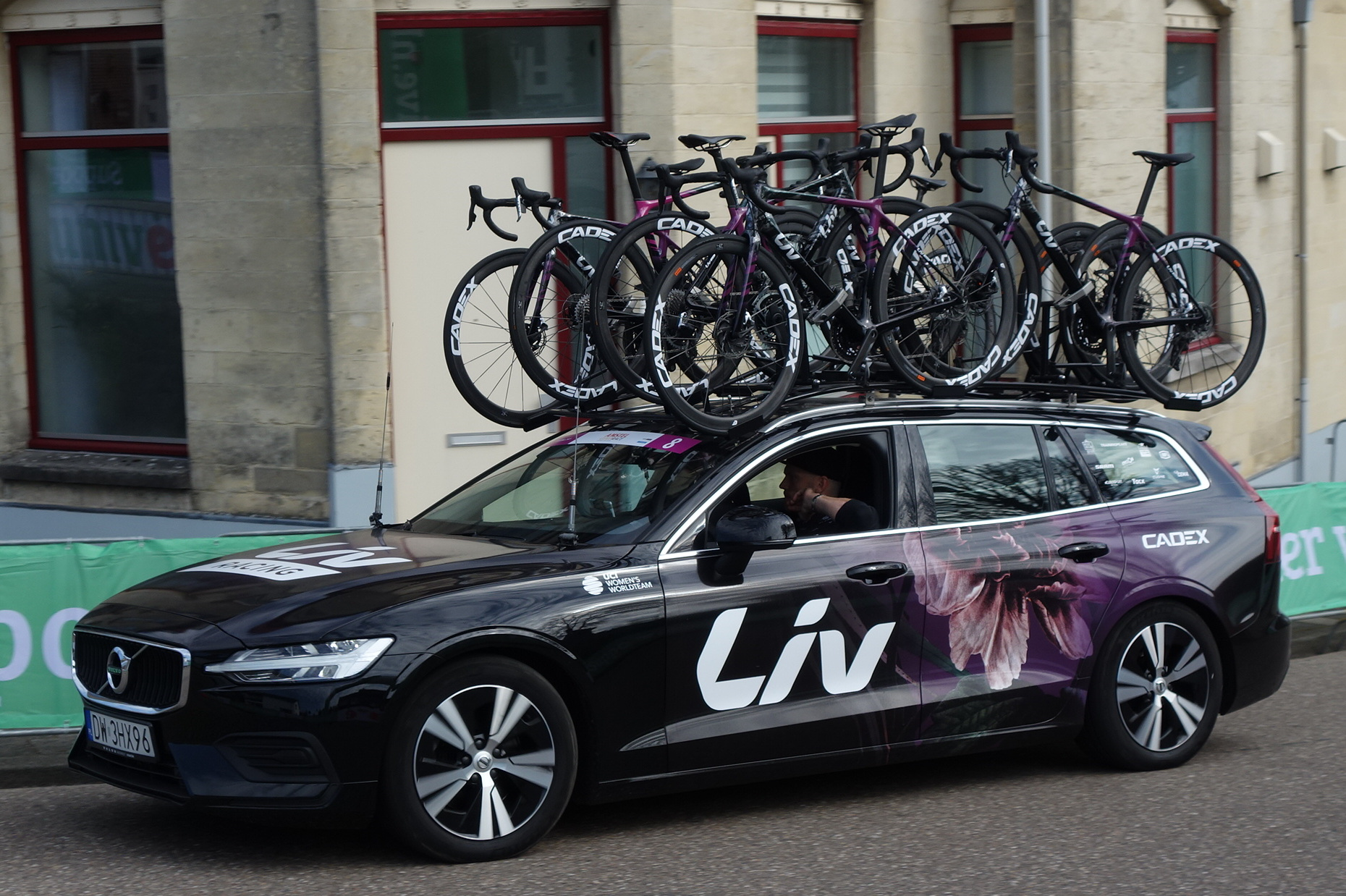
Ploegauto in de Amstel Gold Race 2021.

Algemeen manager: Eric van den Boom
Ploegleiders: Lars Boom (tot 2 juni)
Fietsmerk: Liv

## Renners
| Naam                 | Geboortedatum | Nationaliteit | Ploeg 2020          |
| -------------------- | ------------- | ------------- | ------------------- |
| Sofia Bertizzolo     | 21-08-1997    | Italië        |                     |
| Valerie Demey        | 17-01-1994    | België        |                     |
| Alison Jackson       | 14-12-1988    | Canada        | Team Sunweb         |
| Marta Jaskulska      | 25-03-2000    | Polen         |                     |
| Lotte Kopecky        | 10-11-1995    | België        | Lotto Soudal Ladies |
| Jeanne Korevaar      | 24-09-1996    | Nederland     |                     |
| Evy Kuijpers         | 15-02-1995    | Nederland     |                     |
| Soraya Paladin       | 04-05-1993    | Italië        |                     |
| Pauliena Rooijakkers | 12-05-1993    | Nederland     |                     |
| Sabrina Stultiens    | 08-07-1993    | Nederland     |                     |

### Vertrokken
| Naam                   | Geboortedatum | Nationaliteit | Ploeg 2021       |
| ---------------------- | ------------- | ------------- | ---------------- |
| Inge van der Heijden   | 12-08-1999    | Nederland     | Ciclismo Mundial |
| Marta Lach             | 26-05-1997    | Polen         | Ceratizit-WNT    |
| Riejanne Markus        | 01-09-1994    | Nederland     | Team Jumbo-Visma |
| Ashleigh Moolman-Pasio | 09-12-1985    | Zuid-Afrika   | Team SD Worx     |
| Aurela Nerlo           | 11-02-1998    | Polen         | ?                |
| Agnieszka Skalniak     | 22-04-1997    | Polen         | ?                |
| Marianne Vos           | 13-05-1987    | Nederland     | Team Jumbo-Visma |

## Overwinningen
Nationale kampioenschappen wielrennen
België - tijdrit: Lotte Kopecky
België - wegwedstrijd: Lotte Kopecky
Le Samyn
Lotte Kopecky
Lotto Belgium Tour
3e etappe: Lotte Kopecky*
Eindklassement: Lotte Kopecky*
Puntenklassement: Lotte Kopecky*
Ronde van Noorwegen
Puntenklassement: Alison Jackson
Simac Ladies Tour
2e etappe: Alison Jackson
Ceratizit Challenge
4e etappe: Lotte Kopecky
Puntenklassement: Lotte Kopecky
Tour de l'Ardèche
Bergklassement: Pauliena Rooijakkers
Klimsterstrofee
1e etappe: Lotte Kopecky*
* Kopecky maakte in deze race deel uit van de Belgische selectie.
2006 · 2007 · 2008 · 2009 · 2010 · 2011 · 2012 · 2013 · 2014 · 2015 · 2016 · 2017 · 2018 · 2019 · 2020 · 2021 · 2022 · 2023
Alé BTC Ljubljana · Team BikeExchange · Canyon-SRAM · FDJ Nouvelle-Aquitaine Futuroscope ·  Liv Racing · Movistar Team · Team DSM · Team SD Worx · Trek-Segafredo